# 洛阳热电
大唐洛阳热电有限责任公司是中国大唐集团所属热力发电厂，位于中华人民共和国河南省洛阳市。其前身洛阳热电站，是中国一五计划156项重点工程之一，于1954年筹建，1956年开工，1957年12月投产。1960年代初期，该厂发电能力占河南省总发电能力的57.7％。